# Нільс (король Данії)
Нільс Старий (1065 — 25 червня 1134) — король Данії у 1104–1134 роках.

## Життєпис

### Молоді роки
Походив з династії Естрідсенів. Син Свена II, короля Данії, і наложниці. Про молоді роки відомо замало. Підтримував опозицію проти свого брата короля Кнуда IV. Втім після смерті останнього знать вирішила обміняти його на Олафа I, який знаходився у заручниках у Роберта, графа Фландрського. У 1086 році його відправили до графа Фландрського. Проте невідомо, коли Нільс повернувся до Данії. Ймовірно він був у країні під час володарювання свого брата Еріка. Після смерті у 1103 році останнього Нільса у 1104 році було обрано королем в обхід синів Еріка.

## Володарювання
У своєму правлінні король Нільс намагався зберігати мир всередині Данії, а також дотримувався миру із сусідами. Цьому сприяло одруження Нільса з донькою короля Швеції.
Союз Нільс із церквою сприяло підтримці короля магнатами та церковниками на чолі із Ассером, архієпископом Лундським. У відповідь Нільс впровадив в країні церковну десятину.
Для зміцнення королівської влади розділив адміністрації в центрі, так й на місцях. Було проведено реформу податкової системи.
У 1125 році у союзі із Польщею здійснив похід проти венедів.
Конфлікти розпочалися з початком повноліття Кнуда Лаварда, сина Еріка I. Останній з 1115 року почав нарощувати свої володіння. З часом стає конкурентом Магнуса, сина Нільса. У 1131 році за наказом короля Кнуда Лаварда було вбито. Це викликало повстання магнатів на чолі із Еріком, зведеним братом Кнуда. Того часу папа римський Іннокентій II скасував автономію данської церкви, підпорядкувавши її Бремено-Гамбурзькій єпархії. Така обставина спричинила перехід на бік принца Еріка архієпископа Ассера.
Вирішальна битва між ворогами відбулася 4 червня 1134 року біля Фодевігу. Тут Нільс разом із сином Магнусом зазнав цілковитої поразки. Після цього король втік до Шлезвігу, де його було вбито 24 червня того ж року.

## Родина
1. Дружина — Маргарет Фредкулла
Діти:
- Магнус
- Інге

2. Дружина — Ульфгільда Хаконсдоттер
Дітей не було
3. Коханка
Діти:
- Інґерда